# Neal Bledsoe
Neal Bledsoe (Toronto; 26 de marzo de 1981) es un actor de cine, teatro y televisión canadiense-estadounidense.

## Inicios
Bledsoe nació en Toronto, Ontario (Canadá), y creció en el Seattle, Washington (Estados Unidos). Asistió a la Shawnigan Lake School, a la Academia de Artes Idyllwild y a la Escuela de Artes de la Universidad de Carolina del Norte.
Bledsoe participó en varios episodios piloto para la cadena The CW y apareció en varias series de televisión, incluyendo Gossip Girl, Ugly Betty y Smash. En el escenario tuvo roles en obras como The Little Dog Riera, en Seattle, e Impressionism, realizada en Broadway.

## Filmografía

### Cine
| Año  | Título               | Papel                | Notas           |
| ---- | -------------------- | -------------------- | --------------- |
| 2020 | A Soldier's Revenge  | Frank Connor         |                 |
| 2015 | Police State         | John                 |                 |
| 2014 | West End             | Vic Trevi            |                 |
| 2013 | You There?           | Lance                | Cortometraje    |
| 2012 | Junction             | Donald               |                 |
| 2011 | A Kiss for Jed       | Jed Wood             |                 |
| 2011 | Highrise             | Rory                 | Cortometraje    |
| 2011 | The Walken Dead      | The Walkens          | Cortometraje    |
| 2010 | Under New Management | Agente del FBI #1    |                 |
| 2010 | Sex and the City 2   | Kevin                |                 |
| 2009 | Winked Out           | Satan                | Cortometraje    |
| 2008 | Revolutionary Road   | Invitado a la fiesta |                 |
| 2005 | The Ridge            | Noah                 | Directo a video |

### Televisión
| Año     | Título                            | Papel                               | Notas                                                                                             |
| ------- | --------------------------------- | ----------------------------------- | ------------------------------------------------------------------------------------------------- |
| 2020    | Agents of S.H.I.E.L.D.            | Wilfred "Freddy" Malick (de adulto) |                                                                                                   |
| 2015-16 | The Mysteries of Laura            | Tony Abbott                         | 10 episodios                                                                                      |
| 2013    | Ironside                          | Teddy                               | Reparto principal; 9 episodios                                                                    |
| 2012    | Smash                             | John Goodwin                        | 7 episodios                                                                                       |
| 2011    | Blue Bloods                       | Cassidy                             | Episodio: "Silver Star"                                                                           |
| 2011    | Body of Proof                     | Stephen Burnett                     | Episodio: "Society Hill"                                                                          |
| 2010-11 | Law & Order: Special Victims Unit | CSU Clifton Montgomery              | 3 episodios                                                                                       |
| 2009-10 | Ugly Betty                        | Tyler Meade-Hartley                 | 7 episodios                                                                                       |
| 2009    | Gossip Girl                       | Josh Elis                           | Episodio: "Enough About Eve"                                                                      |
| 2009    | The Beautiful Life: TBL           | Dmitiri Kane                        | Episodio: "The Beautiful Aftermath"                                                               |
| 2008    | Law & Order: Criminal Intent      | Kevyn                               | Episodio: "Please Note We Are No Longer Accepting Letters of Recommendation from Henry Kissinger" |
| 2008    | Lipstick Jungle                   | Líder de grupo                      | Episodio: "Piloto"                                                                                |
| 2007    | As the World Turns                | Gary Bradshaw                       | 3 episodios                                                                                       |
| 2007    | Six Degrees                       | Roger                               | Episodio: "Objects in the Mirror"                                                                 |
| 2007    | CSI: NY                           | Sam Friar                           | Episodio: "...Comes Around"                                                                       |
| 2005    | Guiding Light                     | Quinn                               | 2 episodios                                                                                       |